# Baba Vanga
Vangelia Pandeva Gušterova (rođeno Surčeva; Strumica, 31. siječnja, 1911. − Petrič, 11. kolovoza, 1996.), poznatija kao Baba Vanga, bila je samoprozvana bugarska proročica.

## Životopis
Rođena je u Strumici, u siromašnoj obitelji. U dobi od 12 godina, Vanga je s obitelji napustila rodnu Strumicu i započela život u Novom Selu. Godinu dana kasnije teško je ozlijeđena u oluji, nakon koje joj je postupno počeo slabjeti vid koji je do 16. rođendana u potpunosti izgubila. Nesreću se ujedno povezuje s početkom njezinih navodnih proročanskih sposobnosti i vizija.
Do punoljetnosti je živjela u sanatoriju u blizini Beograda. U školi za slijepe u Zemunu učila se kućanskim poslovima, da bi se nakon smrti pomajke vratila u Bugarsku i brinula o mlađoj braći i sestrama. Godine 1940. ostala je bez oca, te je obitelj upala u teške financijske probleme. U tom je razdoblju »otkrila« svoje "sposobnosti komuniciranja sa svecima".
Tvrdila je da joj informacije o prostoru i vremenu šalju nevidljiva bića. Postala je poznata u svijetu tek nakon smrti, zbog svog »proročanstva« o napadu na Svjetski trgovački centar 11. rujna 2001. godine u SAD-u.
Iako je bila nepismena, njena proročanstva zapisivali su njeni prijatelji i rodbina. 
Tvrdila je da će Treći svjetski rat započeti 2010. i trajati četiri godine, te da će biti bačen velik broj atomskih bombi, različitih otrova, i kemijskog oružja od kojih će čovječanstvo početi izumirati. 2011. je predviđala izumiranje svih biljnih i životinjskih vrsta zbog kemijskog zagađenja, a 2014. epidemiju čireva i kožnih bolesti u ljudi.[nedostaje izvor] Nijedno od tih proročanstava se nije ostvarilo.